# Emil Wierzbiański
Emil Wierzbiański (ur. 18 stycznia 1897 we Lwowie, zm. wiosną 1940 w Charkowie) – major artylerii Wojska Polskiego, działacz niepodległościowy, ofiara zbrodni katyńskiej.

## Życiorys
Syn Emila i Józefy z domu Feit, urodzony 18 stycznia 1897 we Lwowie, ówczesnej stolicy Królestwa Galicji i Lodomerii. Był starszym bratem Bolesława (ur. 1900), inżyniera, podporucznika taborów rezerwy, odznaczonego Medalem Niepodległości. Uczęszczał do c. k. Gimnazjum IV we Lwowie. Przed I wojną światową był członkiem Polskich Drużyn Strzeleckich.
Od 1915 walczył w szeregach 1 pułku ułanów Legionów Polskich. 21 grudnia 1916 zdał egzamin z zakresu klasy szóstej gimnazjum. Od 3 lutego do 4 kwietnia 1917 był uczniem kawaleryjskiego kursu podoficerskiego w Ostrołęce, który ukończył z wynikiem dobrym w stopniu starszego ułana. W roku szkolnym 1917/1918 kontynuował naukę w klasie siódmej c. k. Gimnazjum IV we Lwowie.
Od 1918 w Wojsku Polskim. W szeregach 5 pułku artylerii polowej walczył na wojnie z Ukraińcami, a następnie na wojnie z bolszewikami. 17 lipca 1919 został mianowany z dniem 1 lipca 1919 podporucznikiem w artylerii. Pełnił funkcję oficera młodszego 8 baterii III dywizjonu. Wyróżnił się 5 września 1920 w bitwie o Busk, w której został ciężko ranny w brzuch. 11 lutego 1921 ówczesny major Henryk Kreiss sporządził „wniosek na odznaczenie orderem «Virtuti Militari»”. 19 stycznia 1921 został zatwierdzony z dniem 1 kwietnia 1920 w stopniu porucznika, w artylerii, w grupie oficerów byłych Legionów Polskich. W tym czasie pełnił służbę w baterii zapasowej 5 pap.
W październiku 1921 został przeniesiony do nowo sformowanego 11 pułku artylerii polowej w Stanisławowie. 3 maja 1922 został zweryfikowany w stopniu porucznika ze starszeństwem od 1 czerwca 1919 i 553. lokatą w korpusie oficerów artylerii. 12 kwietnia 1927 prezydent RP nadał mu stopień kapitana z dniem 1 stycznia 1927 i 51. lokatą w korpusie oficerów artylerii. W lipcu 1928 został przeniesiony z 11 pap do kadry oficerów artylerii z równoczesnym przeniesiem służbowym do Szkoły Podchorążych Rezerwy Artylerii we Włodzimierzu. W szkole pełnił funkcję dowódcy III oddziału ćwiczebnego, a następnie oficera łączności. W roku szkolnym 1932/1933 był dowódcą II plutonu 5 baterii oraz wykładowcą teorii strzelania, hippologii i baterii zaprzężonej. W październiku 1933 został przeniesiony do 4 pułku artylerii lekkiej w Inowrocławiu. Na stopień majora został awansowany ze starszeństwem z 1 stycznia 1936 i 37. lokatą w korpusie oficerów artylerii. Później został przeniesiony do 4 dywizjonu artylerii konnej w Suwałkach na stanowisko I zastępcy dowódcy dywizjonu.
W trakcie kampanii wrześniowej walczył jako dowódca III dywizjonu 33 pułku artylerii lekkiej. Wziął udział w obronie Lwowa. Po kapitulacji załogi miasta dostał się do sowieckiej niewoli i został osadzony w obozie w Starobielsku. Wiosną 1940 został zamordowany przez funkcjonariuszy NKWD w Charkowie i pogrzebany w Piatichatkach. Od 17 czerwca 2000 spoczywa na Cmentarzu Ofiar Totalitaryzmu w Charkowie. Figuruje na tzw. liście Gajdideja (poz. 410).
5 października 2007 minister obrony narodowej Aleksander Szczygło mianował go pośmiertnie na stopień podpułkownika. Awans został ogłoszony 9 listopada 2007, w Warszawie, w trakcie uroczystości „Katyń Pamiętamy – Uczcijmy Pamięć Bohaterów”.

## Ordery i odznaczenia
- Krzyż Niepodległości – 16 września 1931 „za pracę w dziele odzyskania niepodległości”[41][42][43][44]
- Krzyż Walecznych trzykrotnie[35][45]
- Medal Pamiątkowy za Wojnę 1918–1921[1]
- Medal Dziesięciolecia Odzyskanej Niepodległości[1]
- Odznaka za Rany i Kontuzje z jedną gwiazdką[46][47][48]